# Eduardo García (calciatore)
Eduardo García (Montevideo, 20 febbraio 1907 – ...) è stato un calciatore uruguaiano, di ruolo portiere.

## Carriera

### Club
García giocò nel Belgrano e nel Sud América per poi passare nel 1929 al Nacional. Con i Tricolores, con i quali giocò sino al 1940, vinse quattro campionato uruguaiani.

### Nazionale
García giocò tre incontri con l'Uruguay, venendo convocato anche nella rosa dell'albiceleste che disputò il Campeonato Sudamericano de Football 1929.

## Palmarès
- Campionato uruguaiano: 4

Nacional: 1933, 1934, 1939, 1940